# 鱗首鏢鱸
鱗首鏢鱸為輻鰭魚綱鱸形目鱸亞目河鱸科鏢鱸屬的其中一種，分布於美國俄亥俄河流域，體長可達8.8公分，棲息在礫石底質的溪流，雄魚具有護卵的行為。